# Moskwa-Butyrskaja
Moskwa-Butyrskaja (ros. Москва-Бутырская) – jedna z 9 największych stacji kolejowych w Moskwie, nazywana również Dworcem Sawiołowskim (ros. Савёловский вокзал). Obsługuje połączenia na północ od Moskwy. 10 czerwca 2008 uruchomiono z dworca szybkie bezpośrednie połączenie kolejowe z lotniskiem Szeremietiewo, obecnie pociąg mija jednak Dworzec Sawiołowski i zatrzymuje się na położonym bliżej centrum Dworcu Białoruskim. Na stacji znajduje się wejście na stację metra Sawielowskaja Linii Sierpuchowsko-Timiriaziewskajej.